# U.S. Men's Clay Court Championships 2006
U.S. Men's Clay Court Championships 2006 — тенісний турнір, що проходив на ґрунтових кортах у місті Х'юстон, USA з 10 квітня . Належав до категорії ATP International Series.

## Фінальна частина

### Одиночний розряд
Марді Фіш —  Юрген Мельцер 3–6, 6–4, 6–3

### Парний розряд
Міхаель Кольманн /  Александер Васке —  Юліан Ноул /  Юрген Мельцер 5–7, 6–4, [10–5]